# Oficyna Burkego w Warszawie
Oficyna Burkego – zabytkowy drewniany budynek znajdujący się przy ul. Kawęczyńskiej 26 w dzielnicy Praga-Północ w Warszawie. Jeden z reliktów drewnianej zabudowy Pragi.

## Opis
Oficyna powstała ok. 1900 jako najstarsza część zespołu mieszkalnego Edmunda Burkego i Józefa Wągrowskiego. Budynek stoi wzdłuż wschodniej granicy posesji, szczytem do ulicy Kawęczyńskiej. Murowany budynek frontowy zespołu nie zachował się.
Oficyna Burkego jest jednotraktowym jednopiętrowym budynkiem z 10-osiową fasadą. Drzwi wejściowe znajdują się na drugiej i dziewiątej osi. Budynek ma pulpitowy dach oraz drewniane zdobienia w pasie poddasza i pod gzymsami parapetowymi. Ściana od strony ulicy jest ślepa.
Po 1945 budynek stał się domem komunalnym.
W 2015 budynek został wpisany do rejestru zabytków jako relikt mieszkalnej architektury drewnianej i jedno z nielicznych materialnych świadectw dawnej formy zabudowy Pragi. Jest jednym z dwóch drewnianych budynków mieszkalnych z przełomu XIX i XX wieku zachowanych na Pradze-Północ (drugi znajduje się przy ul. Środkowej 9).
W 2016 z budynku wyprowadził się ostatni lokator. W 2019 oficyna miała zapadnięty dach, zniszczone stropy i odchylone od pionu ściany. W 2020 ujawniono roszczenia do nieruchomości.